# Кравченко Іван Хотович
Іван Хотович Кравченко (5 липня 1921, Гнідин — 1 травня 1945, Берлін) — радянський офіцер, Герой Радянського Союзу (1945), у роки німецько-радянської війни командир танкового взводу 44-ї гвардійської танкової бригади (11-й гвардійський танковий корпус, 1-ша гвардійська танкова армія, 1-й Білоруський фронт) гвардії лейтенант.

## Біографія
Народився 5 липня 1921 року в селі Гнідин (нині Бориспільського району Київської області України) в сім'ї селянина. Українець. Член ВКП(б) з 1942 року. У 1936 році закінчив 7 класів, працював в рідному селі. У Червоній Армії з 1940 року.
У боях німецько-радянської війни з червня 1942 року. У 1943 році закінчив Сталінградське танкове училище.
6 серпня 1943 року в наступальних боях на Харківському напрямі Кравченко з своїм взводом, переслідуючи ворога, увірвався в місто Гайворон. Влучним вогнем підбив два танки і знищив близько сорока п'яти ворожих автомашин з піхотою і вантажами.
11 серпня танк Кравченко був підбитий, а сам він контужений. Але відважний командир продовжував вести вогонь і з підбитого танка, забезпечуючи просування радянських частин. Командир батальйону Клобанов, дізнавшись, що Кравченко контужений, а танк його підбитий, зажадав негайно евакуювати його в тил. Але лейтенант прохав комбата залишити його в строю.
23 червня 1944 року, діючи у складі передового загону бригади, уклинившись в оборону противника разом з своїм взводом, він знищив два дзоти, подавив три кулеметні точки і дві протитанкові батареї. З'являючись в тилу ворога, Кравченко завдавав стрімких ударів по супротивникові і забезпечував розвідданими головні сили танкової бригади.

Погруддя Кравченка в Борисполі

Гвардії лейтенант Кравченко особливо відрізнився в ході Вісло-Одерської операції. 16 січня 1945 року діючи в розвіддозорі, взвод з боєм прорвався до річки Пилиця біля населеного пункту Уляски-Гжмянце (14 км на південний захід від міста Бялобжегі, Польща), розвідав брід, подолав річку і опанував плацдармом. Це були настільки швидкоплинні і раптові дії радянських розвідників, що супротивник не встиг чинити опору. Всі контратаки ворога були відбиті. Взвод відстояв захоплений плацдарм, проявивши мужність, відвагу і велику витримку, сприяючи форсуванню річки бригадою.
Звання Героя Радянського Союзу з врученням ордена Леніна і медалі «Золота Зірка» (№ 5146) Івану Хотовичу Кравченку присвоєне 27 лютого 1945 року.
Загинув у вуличному бою в Берліні 1 травня 1945 року. Танк був підбитий фаустником з верхніх поверхів житлового будинку. Покидаючи палаючу машину був убитий ворожою кулею. Похований на Берлінському кладовищі в братській могилі.
Нагороджений орденом Леніна, Червоного Прапора, Вітчизняної війни 2 ступеня.